# 선략장군행훈련원판관창녕장공 복식
```
조선시대 회곽묘에서 출토된 복식류 중 철릭과 명정
```

## 기본 정보
칠곡 연화리유적 발굴품은 2014년에 인수되었다
회곽묘(灰槨墓)란 조선 초기에 시작되어 19세기까지 널리 사용된 조선시대를 대표하는 무덤의 한 형태이다.
두꺼운 판재로 만든 목곽(木槨) 안에 시신을 안치한 목관(木棺)을 넣고, 목곽의 바깥 6면을 두껍게 석회를 덧씌워 밀봉하는 형태이다.
즉 목관, 목곽, 회곽의 3중 구조로 만들었다.
두꺼운 석회 때문에 내부는 외부의 공기와 완전히 차단되어 미생물이 활동할 수 없었다.
따라서 내부는 매장 당시의 모습이 그대로 유지될 수 있었다.
우리나라에서 발견되는 미라는 대부분 조선시대 회곽묘에서 출토되었다.
회곽묘에서 출토된 명정(銘旌)은 장사(葬事) 지낼 때 죽은 사람의 신분을 밝히기 위해 품계, 관직, 성씨 등을 적은 것이다.
칠곡 연화리유적 회곽묘에서 출토된 명정에는 “宣略將軍行訓練院判官昌寧張公之柩(선략장군행훈련원판관창녕장공지구)”가 기록돼 있다.
명정의 글자를 근거로 1936년 간행된 '漆谷誌(칠곡지)'와 창녕 장씨 족보를 통해 주인공을 밝혀낼 수 있었다.
묘주는 창녕 장씨 시조인 장일(張鎰)의 21세손인 장복길(張復吉)이었다.
장복길은 무과에 급제하여 훈련원 판관을 지낸 인물로 1624년에 태어나 1685년에 62세로 사망하였다.
철릭은 상의와 하의를 따로 재단하여 허리에서 치마 주름을 잡아 연결시킨 포(袍)이다.
(국립대구박물관은 2테마전시로 2015년 7월 28일부터 11월 22일까지 '2015 새로 맞이한 박물관 소장품, 칠곡 연화리 복식'을 전시하였다)